# Teofilo Camomot
Teofilo Camomot (ur. 3 marca 1914 w Carcar, zm. 27 września 1988) – filipiński Czcigodny Sługa Boży Kościoła katolickiego.

## Życiorys
Teofilo Camomot urodził się 3 marca 1914 roku. W 1941 roku został wyświęcony na kapłana. W dniu 23 marca 1955 roku wyznaczono go na biskupa pomocniczego Jaro i na biskupa tytularnego Clysma. 29 maja 1955 roku otrzymał święcenia biskupie. Gdy miał 44 lata, w dniu 10 czerwca 1958 roku został wyznaczony na koadiutora arcybiskupa Cagayan de Oro i arcybiskupa tytularnego Marcianopolis. 27 września 1988 roku zginął w wypadku samochodowym. Obecnie trwa jego proces beatyfikacyjny. 21 maja 2022 decyzją papieża Franciszka podpisano dekret o heroiczności jej cnót i od tej pory przysługuje jemu tytuł Czcigodnego Sługi Bożego.